# Montjòire
Montjòire (francès Montjoire) és un municipi francès situat al departament de l'Alta Garona, a la regió Occitània.